# Саво Миљановић
Саво Миљановић Јаран (Лисичине, код Подравске Слатине, 10. јун 1920 — Београд, 10. септембар 1972) био је учесник Народноослободилачке борбе и генерал-мајор ЈНА.

## Биографија
Рођен је 10. јуна 1920. године у селу Лисичинама, код Подравске Слатине. Пре Другог светског рата се бавио земљорадњом.
Народноослободилачком покрету (НОП) приступио је 1941, а члан Комунистичке партије Југославије (КПЈ) је од 1942. године. У Народноослободилачку борбу ступио је 1942. године и налазио се на дужностима:
- команданта Подравског партизанског одреда
- команданта Источне групе НОП одреда Шестог славонског корпуса
- заменика команданта Дванаесте славонске дивизије
- команданта Осамнаесте славонске ударне бригаде
- команданта Четрдесете дивизије

После ослобођења Југославије, остао је на служби у Југословенској армији. Завршио је Вишу војну академију и Ратну школу ЈНА. У Југословенској народној армији (ЈНА) обављао је дужности: команданта граничне бригаде, начелника штаба дивизије, начелника одсека и одељења у армијској области и наставника у Вишој војној академији ЈНА.
Умро је 10. септембра 1972. године у Београду, и сахрањен је у Алеји народних хероја на Новом гробљу у Београду. Његов рођени брат био је Никола Миљановић Караула, народни херој.
Носилац је Партизанске споменице 1941. и других југословенских одликовања, међу којима су — Орден заслуга за народ са сребрним венцем, Орден братства и јединства са сребрним венцем и Орден партизанске звезде са пушкама.